# Hatem Ben Arfa
Hatem Ben Arfa (arabul: حاتم ابن عرفة) (Clamart, 1987. március 7. –) francia labdarúgó. A média „Franciaország egyik legígéretesebb tehetségének” minősítette, de gyakran említik fegyelmi hiányosságait is.
Ben Arfa pályafutását Île-de-France régió klubjaiban kezdte, az AC Boulogne-Billancourt és a Versailles csapataival edzett. 1999-ben csatlakozhatott a clairefontaine-i akadémiához. Három évet töltött itt, majd a Lyonba szerződött, ahol három Ligue 1-címet nyert. Kezdetben középcsatárként szerepelt, de a 2007–2008-as szezontól szélsőként játszik. 2008 nyarán a rivális Marseille-be igazolt 11 millió euróért, az átigazolásban a Ligue de Football Professionnelnek is segédkezni kellett. Új csapatával a 2009–10-es szezonban megszerezte ötödik bajnoki címét, és a Coupe de la Ligue-et is elhódította. Két marseille-i év után az angol Newcastle United vette kölcsön, a 2010–11-es szezon után végleg is szerződtette.
Ben Arfa három szezont töltött új klubjánál, a 2014–15-ös szezonra kölcsönvette a szintén angol Hull City. Januárban visszatért hazájába, az OGC Nice szerződtette, azonban a Nemzetközi Labdarúgó-szövetség döntése értelmében a szezonban már nem léphetett pályára. A szervezet szabályai szerint egy játékos egy szezon során legfeljebb két klubban léphet pályára, Ben Arfa pedig a szezon elején egyszer már játszott a Newcastle tartalékcsapatában. 32 mérkőzésen 17 gólt szerzett a bajnokságban, teljesítményével több európai csapat figyelmét is felhívta magára. 2016. július 1-én szerződtette a Paris Saint-Germain.
Ben Arfa minden francia utánpótlás-labdarúgó-válogatottban szerepelt, köztük a 2004-ben Európa-bajnokságot nyerő U17-es csapatban. A felnőtt válogatottba először 2007 októberében, egy Feröer elleni Európa-bajnoki selejtezőn lépett pályára, góllal mutatkozott be, amit 12 további mérkőzésen 1 gól követett.

## Klubcsapatban

### A kezdetek
Ben Arfa labdarúgók családjába született, édesapja a tunéziai válogatott Kamel Ben Arfa volt. Pályafutását az ASV Châtenay-Malabry csapatánál kezdte. Két év után néhány kilométerrel északabbra a Montrouge CF 92-be szerződött. 1998-ban az AC Boulogne-Billancourt szerződtette. A következő évben beválasztották a Clairefontaine akadémiára. Itt szerepelt az A la Clairefontaine című, az akadémia fiatal tehetségeit bemutató dokumentumfilm-sorozat egyik részében. Az epizód bemutatta, ahogy Ben Arfa vitába, verekedésbe keveredett Abou Diabyval. Csak hét közben edzett itt, hétvégente az FC Versaillest erősítette.

### Lyon
A 15 évesen már csodagyereknek tartott Ben Arfa a Lyonhoz szerződött a klub történelmi első bajnoki címét követően. 2004 augusztusában, két akadémiai év után aláírta első, három évre szóló profi szerződését, pedig érdeklődött iránta az angol Chelsea és a holland Ajax is. A szintén fiatal Karim Benzema társaságában került fel az első csapatban, a 34-es számú mezt kapta.
Ben Arfa a szezon első fordulójában mutatkozott be, a Nice elleni mérkőzés 68. percében állt be. Pár perccel becserélése után csapattársa, Giovane Élber megszerezte a mérkőzés egyetlen gólját. A következő meccseken is csere volt, először szeptember 24-én a Rennes 2–1-es legyőzésekor volt kezdő, 56 percet töltött a pályán. Első gólját két hónappal később, november 10-én a Lille elleni ligakupa-meccs hosszabbításában lőtte tizenegyesből, ezzel 2–1-re vezettek, azonban az ellenfél 3–2-re megfordította a találkozót. A Bajnokok Ligájában a Manchester United elleni csoportmérkőzésen Sidney Govou helyére beállva debütált.
A következő szezonban a 18-as mezre váltott, de továbbra is főleg (12 pályára lépéséből hétszer) csere volt. A BL-ben először a norvég Rosenborg ellen kezdett, ő adta az utolsó passzt Fred utolsó percben lőtt győztes gólja előtt. Első bajnoki gólját a 2006–07-es szezonban, a Sedan elleni mérkőzés első félidejének lefújása előtt szerezte. Ez volt a találkozó egyetlen gólja.
Miután két szélső, Florent Malouda és Sylvain Wiltord távozott a klubtól, az új vezetőedző, Alain Perrin a modernebb 4–3–3-as felállást részesítette előnyben, Ben Arfával is a bal szélen számolt a 2007–08-as szezonban. A játékosnak nem okozott gondot az átállás, első gólját szeptember 15-én a Metz 5–1-es kiütésekor lőtte, de teljesítményét beárnyékolta Karim Benzema mesterhármasa. A következő 12 napban később talán legjobb mérkőzéseit játszotta Lyon-mezben: a Paris Saint-Germain elleni október 28-i bajnokin és a német VfB Stuttgart elleni november 7-i Bajnokok Ligája-találkozón egyaránt két gólt lőtt, a Lyon megnyerte mindkét összecsapást. A szezon végén a Hivatásos Labdarúgók Szervezete (UNFP) a legjobb fiatal játékosnak járó díjjal jutalmazta.
Habár a pletykák szerint Benzemával nem volt jó viszonyban, 2008 márciusában 2010-ig meghosszabbította szerződését. Azonban lyoni karrierje lezárását meggyorsította, hogy egy edzésen dulakodni kezdett Sébastien Squillacival.

### Marseille

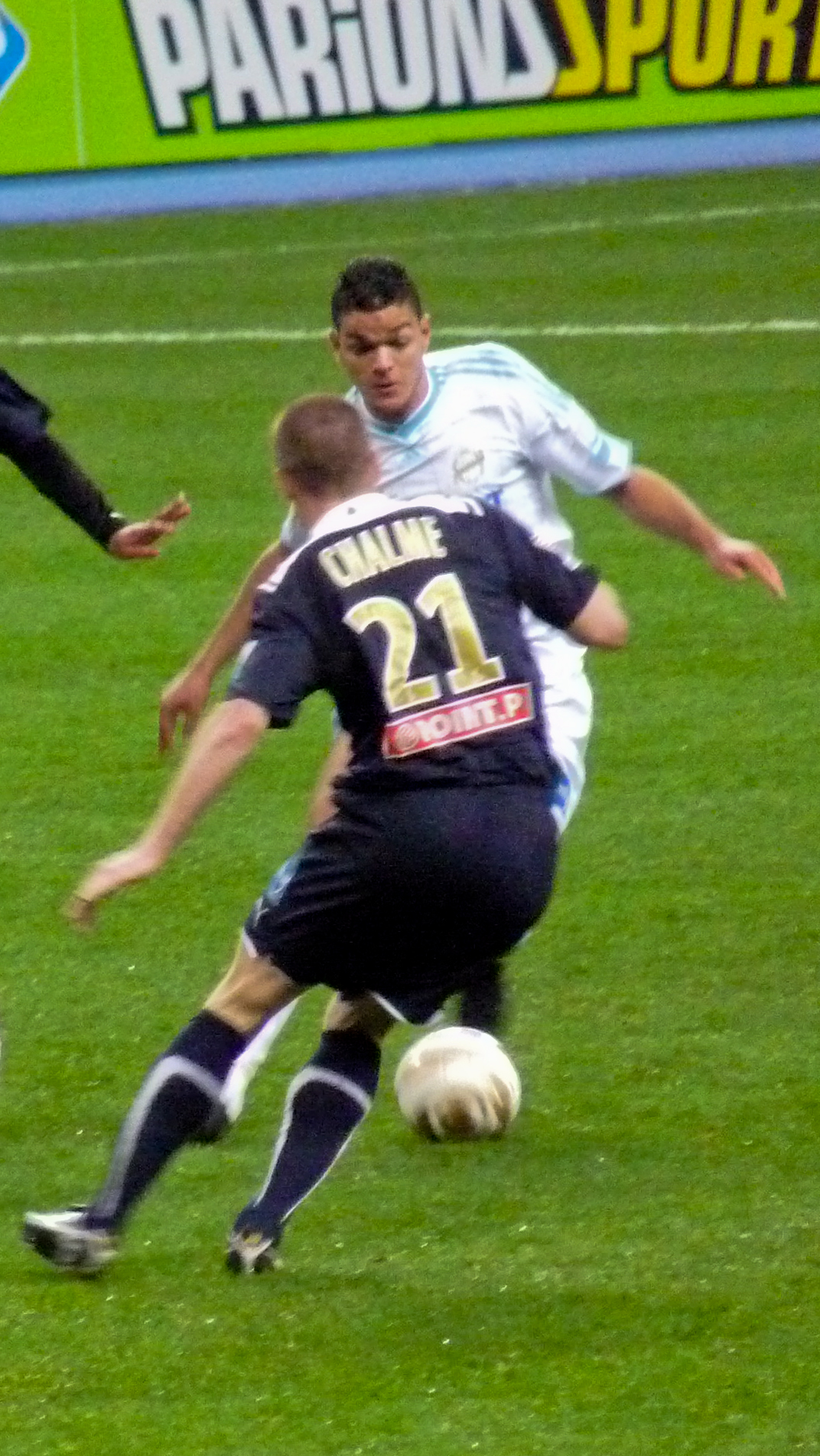
Ben Arfa a Bordeaux védője, Matthieu Chalmé ellen

Habár állítólag az angol Everton, Manchester United, Arsenal hármas és a spanyol Real Madrid is szerződtette volna, a hazai Marseille érdeklődéséről szóló pletykák kerültek előtérbe. 2008. június 28-án a Lyon megerősítette, hogy a két klub közti tárgyalások kútba estek. Azonban a játékos a helyi La Provence lapnak július 29-én azt mondta, már aláírt a déli parton fekvő klubhoz, és másnap nem a Lyonnal kezdi meg az előszezont. A lap később megerősítette, hogy Ben Arfa tényleg nem vett részt a Lyon június 30-i edzésén.
Ben Arfa 2008. július 1-én csatlakozott a Marseille-hez, a Lyon 12 millió eurót és további lehetséges bónuszokat kapott érte cserébe, a két klub között a Ligue de Football Professionnel szervezett egy találkozót. Az átigazolást kísérő nézeteltérésekről Ben Arfa decemberben a Le Progrès nevű lyoni lapnak nyilatkozott, szerinte volt csapata nem viselkedett megfelelően az ügyben. A játékos még aznap edzésbe állt, bemutatták a sajtónak is. A 20-as számú mezt kapta meg. Július 16-án ismét verekedésbe került egy edzésen, ezúttal a francia válogatott csatárra, Djibril Cissével. Utóbbit hamarosan kölcsönadták az angol Sunderlandnek.
Ben Arfa a bajnokság első fordulójában, egy Rennes elleni 4–4 alkalmával debütált. Első gólját a Les Marseillais színeiben ezen a meccsen szerezte. Első 11 mérkőzésén hatszor talált a kapuba. Azonban a Liverpool elleni BL-meccsét megelőző edzésén összetűzésbe keveredett a kameruni válogatott Modeste M’bami-val, Ronald Zubarnak kellett őket szétválasztani. Fegyelmezetlensége a Paris Saint-Germain elleni 4–2-es Le Classique-vereség után is folytatódott. Nem fogadta jól, amikor a menedzser Eric Gerets elküldte a kispadról, hogy melegítsen be. Ben Arfa elmondta, nagyobb volt a sérülése, mint a vezetőedző gondolta, de később bocsánatot kért a szurkolóktól és Geretstől is. Miután visszatért, gólt lőtt és két gólpasszt adott a Saint-Étienne 3–1-es legyőzésekor.

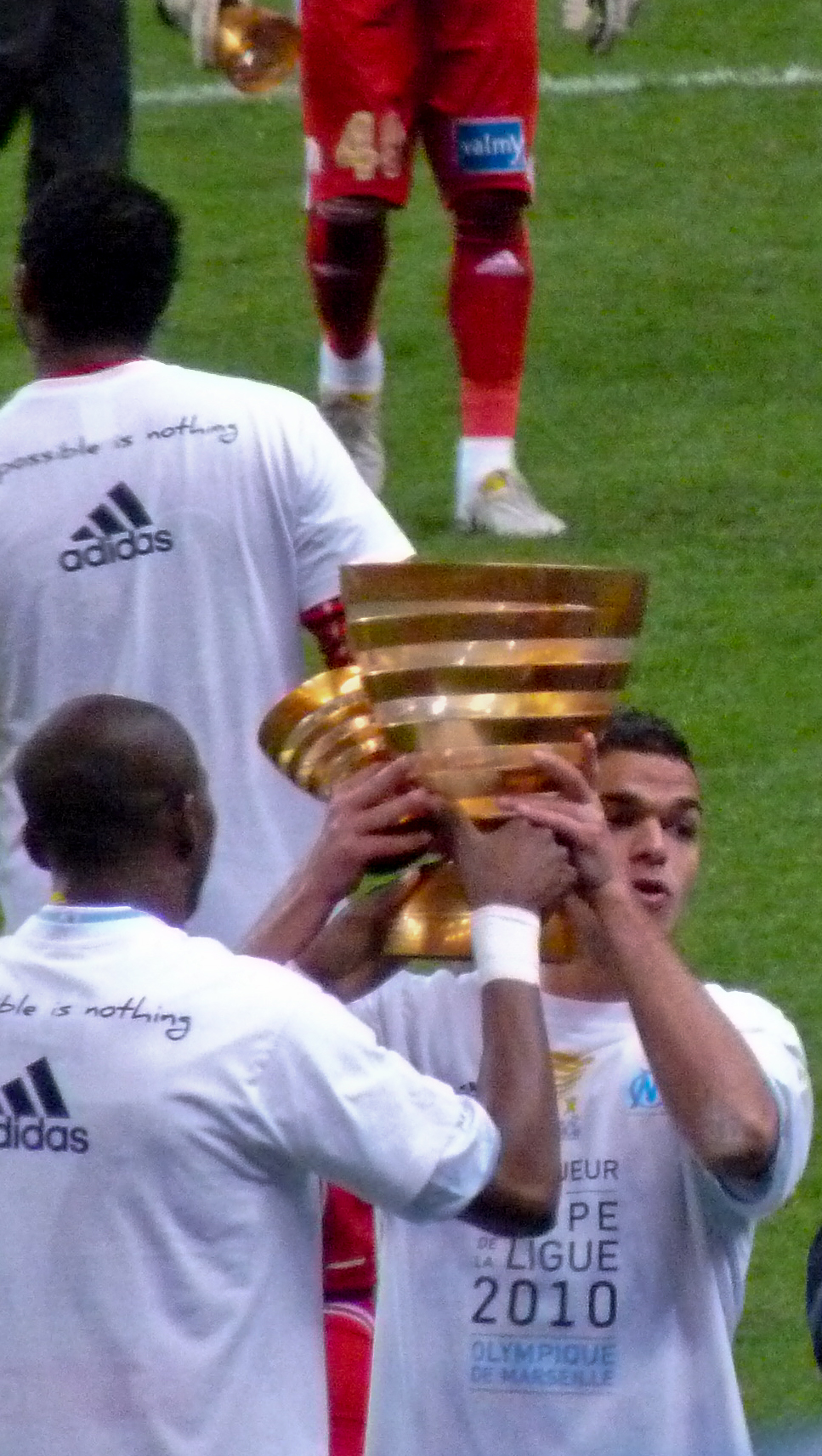
Ben Arfa a 2010-es ligakupa-győzelmet ünnepli Mamadou Nianggal

A 2009–10-es szezonra a 10-es mezszámra váltott, első mérkőzését a Grenoble elleni szezonnyitón játszotta, a 2–0-ra megnyert meccs 68. percében állt be. A következő héten léphetett először kezdőként pályára, a Lille elleni találkozón ő adta Brandão győztes góljához a gólpasszt. 2009. október 8-án klubja 10 ezer euróra bírságolta, mert kihagyott egy edzést. Ben Arfa azt mondta, a válogatott szünet alatt tunéziai rokonjait látogatta meg, és késett a repülőjárata visszafelé. Egy hónap múlva, november 18-án összeveszett Didier Deschamps vezetőedzővel, később elnézést kért. A Deschamps vezette csapatban a szezon első felében 20-ból 15 találkozón lépett pályára, de csak kétszer játszott végig, a Monaco elleni 2–1-es és az Auxerre elleni 2–0-s vereség alkalmával.
Ben Arfa a szezon második felében jó benyomást tett Deschampsra és a sportigazgató José Anigóra is. 2010. január 10-én megszerezte első gólját is az amatőr Trélissac elleni kupameccsen. Egy hónap múlva 5–1-re győzték le a Valenciennest, az első gól előtt ő adta Lucho Gonzáleznek a gólpasszt. Még ebben a hónapban gólt szerzett a dán FC København elleni idegenbeli Európa-liga-mérkőzésen. A visszavágón ő lőtte az első gólt a 43. percben, csapata 3–1-re nyert, összesen 6–2-vel lépett tovább. Február 27-én a Paris Saint-Germain 3–0-s legyőzésekor első szezonbeli gólját is megszerezte. A Marseille mind a négy bajnoki mérkőzést megnyerte, amin Ben Arfa kezdett. Április 7-én belőtt egy tizenegyest a Sochaux 3–0-s legyőzésekor. A győzelemmel a bajnoki tabella tetejére kerültek, a szezon végéig ott is maradtak, a bajnoki címet május 5-én a Rennes 3–1-es legyőzésével biztosították be. Ben Arfa csereként állt be.

#### A Newcastle Unitedbe szerződése
2010. július 22-én jelentek meg a hírek, melyek szerint az angol Newcastle United Ben Arfa leigazolását tervezi. Egy kérdésre válaszolva Chris Hughton vezetőedző cáfolta az értesüléseket. Öt nappal később a játékos ügynöke bejelentette, védencéért a Nwcastle mellett a német Hoffenheim és Werder Bremen, a török Galatasaray és az olasz AC Milan is érdeklődik. Augusztus 9-én beszámolók szerint a Newcastle és a Marseille megegyezett, hogy Ben Arfa vételi opcióval egy szezonra kölcsönbe kerül. Azonban a kölcsönért az angolok 650 ezer fontot fizettek volna, míg a Marseille ennél 350 ezerrel többet szeretett volna kapni. Augusztus 12-én a francia klub elnöke, Jean-Claude Dassier megerősítette, Ben Arfa nem lesz egyhamar a Newcastle játékosa.
Lyoni távozásához hasonlóan Ben Arfa ismét egy újságnak, ezúttal az L’Équipe-nek mondta el, hogy nem tér vissza a La Commanderie-be, a Marseille edzőközpontjába, és a szezonban nem fog a klubban játszani. Azt is elmondta, Deschampssal már nem ápol jó viszonyt. A játékos klubja engedélye nélkül elutazott Newcastle upon Tyne-be, reménykedve, hogy a Newcastle és a Marseille megegyezik. Miután visszatért Marseille-be, több edzést is kihagyott, nem került be a Valenciennes és a Lorient elleni bajnoki keretbe sem. 10-es mezszámát az új igazolás André-Pierre Gignacnak adták, ami eligazolásának újabb jele volt.
Augusztus 19-én a Werder Bremenbe igazolása kútba esett, miután a németek sportigazgatója, Klaus Allofs bejelentette, az értesülések, miszerint 8 millió eurót ajánlottak volna a Marseille-nek, nem helyesek. Augusztus 27-én Dassier bejelentette, megegyeztek a Newcastle-lel, már csak az angol kluban és a játékosnak kell a szerződés feltételeit megkötni. A kölcsönért 2 millió eurót fizettek, de ha Ben Arfa a 2010–11-es szezonban 25 mérkőzésen pályára lép, 5 millió euró fejében végleg az angoloké lehet.

#### Newcastle United (kölcsönben)
2010. augusztus 27-én Ben Arfa megegyezett a szerződés feltételeiről, másnap a klub is bejelentette, hogy a játékos egy évre kölcsönbe érkezik. 2010. szeptember 11-én lépett először (csereként) pályára, 2–0-ra kaptak ki otthon a Blackpooltól. Egy héttel később az Everton ellen lépett először pályára kezdőként, ő szerezte a találkozó egyetlen gólját. Október 3-án a Manchester City elleni bajnokin a középpályás Nigel de Jong becsúszását követően eltört a bal sípcsontja és szárkapocscsontja is. Január 5-én a Marseille és a Newcastle is bejelentette, hogy Ben Arfa négy és fél évre a „Szarkáké” lesz, az átigazolási összeget nem hozták nyilvánosságra.
Ben Arfa rehabilitációjának nagy részét Párizsban és a clairefontaine-i akadémián töltötte. 2011 januárjában az angol médiában olyan hírek jelentek meg, melyek szerint a játékost 2010 novemberében még egyszer megműtötték, hogy a sípcsontok megfelelő gyógyulását megakadályozó komplikációkat kiküszöböljék. Február 23-án Alan Pardew vezetőedző bejelentette, hogy a francia labdarúgó már futóedzéseket végez, áprilisban már pályára is léphet. Azonban már nap múlva korrigált, mely szerint a felépülése nem halad kellő ütemben, és májusig nem lesz bevethető. Ben Arfa május 5-én állt edzésbe, a bemelegítést az első csapattal végezte, de aztán könnyített feladatokat és fitneszedzést végzett. A szezonban azonban már nem léphetett pályára.

### Newcastle United
Miután a nyáron befejezte rehabilitációját, edzésbe állhatott a 2011–12-es szezonra készülő csapatnál, július 15-én az ötödosztályú Darlington ellen léphetett újra pályára. Öt nappal később a csapat USA-beli felkészülési túráján a Sporting Kansas City ellen léptek pályára, Ben Arfa bokasérülést szenvedett. A játékos hazautazott rehabilitációra, szeptember 18-án állhatott újra edzésbe. Pályára szeptember 21-én, a Nottingham Forest elleni ligakupa-meccsen csereként léphetett először. Három nappal később a bajnokságba is visszatért, a Blackburn Rovers 3–1-es legyőzésekor is csereként állt be. December 26-án első gólját is megszerezte, 2–0-ra verték idegenben a Boltont.
2012. január 7-én a Blackburn Rovers ellen léptek pályára az angol labdarúgókupa harmadik fordulójában, Ben Arfa lőtte a Newcastle gólját. A találatot a BBC Sport „varázslatosnak” nevezte, a „Szarkák” az 1–1-es meccs után 2–1-gyel jutottak tovább. Január 22-én betalált a Fulhamnek is, 5–2-re nyertek idegenben. Két hónapra rá szintén idegenben 2–1-re győzték le az Arsenalt, Ben Arfa lőtte csapata első találatát. Március 25-én gólt lőtt és két gólpasszt adott a West Brom 3–1-es legyőzésekor. Két héttel később a Boltonnak talált be, a The Independent brit kiadása „a zsenialitás pillanatának” nevezte, még saját térfelén kapta a labdát, elvitte négy boltoni mellett, majd Bogdán Ádám mellett a hálóba gurított. Végül még egy gólt szereztek, ezzel nyertek 2–0-ra.
Habár előszezonjába belezavart a részvétele a 2012-es labdarúgó-Európa-bajnokságon, jól kezdte a bajnokságot. Az első fordulóban büntetőből talált be a Tottenham 2–1-es legyőzésekor. Két hétre rá távoli lövéssel mentett pontot az Aston Villa ellen (1–1). Decemberben megsérült a téríne, csak 2013. március 7-én (26. születésnapján), az orosz Anzsi Mahacskala elleni Európa-liga-nyolcaddöntőben tért vissza. Hamarosan ismét megsérült, így ki kellett hagynia a portugál SL Benfica elleni április 11-i EL-negyeddöntő-visszavágót. Ben Arfa egyenlített idegenben a QPR ellen, a 2–1-es győzelem azt jelentette, hogy a „Szarkák” megőrizték élvonalbeli tagságukat.
Ben Arfa a 2013–14-es idényt jó formában kezdte, a Newcastle első szezonbeli győzelmét a Fulham elleni egyéni megmozdulásával biztosította be, a következő, Aston Villa elleni találkozón pedig gólt szerzett és gólpasszt is adott. Szezonbeli harmadik gólját büntetőből szerezte a Crystal Palace ellen, a találkozót 3–0-ra megnyerték.

#### Hull City (kölcsönben)
2014. szeptember 2-án Ben Arfa a szezon végéig szóló kölcsönszerződést írt alá a Hull City csapatával. Szeptember 15-én debütált, a szintén ezen a mérkőzésen bemutatkozó Abel Hernández helyére állt be a West Ham elleni, 2–2-es döntetlenre végződő találkozó utolsó 11 percére. Azonban decemberben Ben Arfa váratlanul távozott Angliából, a csapat edzője, Steve Bruce később elmondta, ő se tudta, hol van éppen a francia. A játékos pályafutása a Hullban ezzel véget is ért.
2015. január 4-én Ben Arfa felbontotta szerződését a Newcastle Uniteddel.

### Nice
2015. január 5-én Ben Arfa aláírt a Ligue 1-szereplő Nice csapatával, azt állítva, „ha a Real Madrid hívna e pillanatban, akkor is maradnék itt.” Állítása szerint azért tért vissza Franciaországba, mert „itt az emberek hisznek nekem, nemcsak a sajtón keresztül ítélnek meg, mint egyesek.”
Ben Arfa azonban nem léphetett pályára új klubjában, mert a szezon során már a Newcastle United és a Hull City színeiben is pályára lépett, a szabályok értelmében pedig csak két csapatban játszhat egy idényben. Február 3-án Ben Arfa azt állította egy sajtókonferencián, hogy szerződést bontott a nizzai csapattal, azonban június 9-én a 2015–16-os szezon kezdetére újra szerződtették.
Ben Arfa új csapata mezében 2015. augusztus 14-én az AS Monaco elleni hazai találkozón debütált. Első gólját a Troyes elleni 3–3-ra végződött találkozón szerezte, büntetőből. Következő mérkőzésén szólógólt szerzett a Caen ellen.
A francia játékos a szezon hátralevő részében is jól teljesített, 32 bajnokin összesen 17 gólt szerzett. Edzője, Claude Puel állítása szerint még a Real Madrid érdeklődését is felkeltette.

### A francia válogatottban
2007-ben debütált és azóta 7 mérkőzésen szerepelt, amelyeken 1 gólt szerzett. Első mérkőzését a Feröer szigetek ellen játszotta és rögtön gólt szerzett a 0-6-ra megnyert mérkőzésen.

## Statisztikái
2020. július 7-i állapot.
| Klub                          | Szezon         | League | League | Nemzeti kupa | Nemzeti kupa | Ligakupa | Ligakupa | Nemzetközi kupa | Nemzetközi kupa | Egyéb | Egyéb | Összesen | Összesen |
| Klub                          | Szezon         | Mérk.  | Gólok  | Mérk.        | Gólok        | Mérk.    | Gólok    | Mérk.           | Gólok           | Mérk. | Gólok | Mérk.    | Gólok    |
| ----------------------------- | -------------- | ------ | ------ | ------------ | ------------ | -------- | -------- | --------------- | --------------- | ----- | ----- | -------- | -------- |
| Lyon                          | 2004–05        | 9      | 0      | 0            | 0            | 1        | 1        | 4               | 0               | 0     | 0     | 14       | 1        |
| Lyon                          | 2005–06        | 12     | 0      | 2            | 1            | 0        | 0        | 1               | 0               | 1     | 1     | 16       | 2        |
| Lyon                          | 2006–07        | 13     | 1      | 3            | 0            | 1        | 0        | 1               | 0               | 1     | 0     | 19       | 1        |
| Lyon                          | 2007–08        | 30     | 6      | 3            | 0            | 1        | 0        | 8               | 2               | 1     | 0     | 43       | 8        |
| Lyon                          | Összesen       | 64     | 7      | 8            | 1            | 3        | 0        | 14              | 2               | 3     | 1     | 92       | 12       |
| Marseille                     | 2008–09        | 33     | 6      | 1            | 0            | 1        | 0        | 13              | 2               | —     | —     | 48       | 8        |
| Marseille                     | 2009–10        | 29     | 3      | 1            | 1            | 4        | 0        | 7               | 3               | —     | —     | 41       | 7        |
| Marseille                     | 2010–11        | 1      | 0      | 0            | 0            | 0        | 0        | 0               | 0               | 1     | 0     | 2        | 0        |
| Marseille                     | Összesen       | 63     | 9      | 2            | 1            | 5        | 0        | 20              | 5               | 1     | 0     | 91       | 15       |
| Newcastle United (kölcsönben) | 2010–11        | 4      | 1      | 0            | 0            | 0        | 0        | —               | —               | —     | —     | 4        | 1        |
| Newcastle United              | 2011–12        | 26     | 5      | 2            | 1            | 2        | 0        | —               | —               | —     | —     | 30       | 6        |
| Newcastle United              | 2012–13        | 19     | 4      | 0            | 0            | 0        | 0        | 3               | 0               | —     | —     | 22       | 4        |
| Newcastle United              | 2013–14        | 27     | 3      | 1            | 0            | 2        | 0        | —               | —               | —     | —     | 30       | 3        |
| Newcastle United              | Összesen       | 76     | 13     | 3            | 1            | 4        | 0        | 3               | 0               | —     | —     | 86       | 14       |
| Hull City (kölcsönben)        | 2014–15        | 8      | 0      | 0            | 0            | 1        | 0        | —               | —               | —     | —     | 9        | 0        |
| Nice                          | 2015–16        | 34     | 17     | 1            | 1            | 2        | 0        | —               | —               | —     | —     | 37       | 18       |
| Paris Saint-Germain           | 2016–17        | 23     | 0      | 3            | 3            | 2        | 0        | 3               | 0               | 1     | 1     | 32       | 4        |
| Paris Saint-Germain           | 2017–18        | 0      | 0      | 0            | 0            | 0        | 0        | 0               | 0               | 0     | 0     | 0        | 0        |
| Paris Saint-Germain           | összesen       | 23     | 0      | 3            | 3            | 2        | 0        | 3               | 0               | 1     | 1     | 32       | 4        |
| Rennes                        | 2018–19        | 26     | 7      | 4            | 0            | 2        | 0        | 9               | 2               | 0     | 0     | 41       | 9        |
| Valladolid                    | 2019–20        | 5      | 0      | 0            | 0            | —        | —        | —               | —               | —     | —     | 5        | 0        |
| teljes karrier                | teljes karrier | 299    | 53     | 21           | 7            | 19       | 0        | 49              | 9               | 5     | 2     | 393      | 72       |

### A válogatottban
| Nemzeti csapat | Év       | Mérk. | Gólok |
| -------------- | -------- | ----- | ----- |
| Franciaország  | 2007     | 4     | 1     |
| Franciaország  | 2008     | 3     | 0     |
| Franciaország  | 2009     | 0     | 0     |
| Franciaország  | 2010     | 1     | 1     |
| Franciaország  | 2011     | –     | –     |
| Franciaország  | 2012     | 5     | 0     |
| Franciaország  | 2013     | –     | –     |
| Franciaország  | 2014     | –     | –     |
| Franciaország  | 2015     | 2     | 0     |
| Összesen       | Összesen | 15    | 2     |

#### Góljai a válogatottban
| # | Dátum               | Helyszín                              | Ellenfél | Gól | Végeredmény | Verseny                            |
| - | ------------------- | ------------------------------------- | -------- | --- | ----------- | ---------------------------------- |
| 1 | 2007. október 13.   | Tórsvøllur, Tórshavn, Feröer-szigetek | Feröer   | 0–6 | 0–6         | 2008-as Európa-bajnokság-selejtező |
| 2 | 2010. augusztus 11. | Ullevaal Stadion, Oslo, Norvégia      | Norvégia | 0–1 | 2–1         | Barátságos mérkőzés                |

## Sikerei, díjai

### Klub
- Olympique Lyonnais
  - Ligue 1: 2004–05, 2005–06, 2006–07, 2007–08
  - Francia kupa: 2007–08
  - Francia szuperkupa: 2006, 2007

- Olympique de Marseille
  - Ligue 1: 2009–10
  - Francia ligakupa: 2009–10
  - Francia szuperkupa: 2010

- Paris Saint-Germain
  - Francia kupa: 2016–17
  - Francia ligakupa: 2016–17
  - Francia szuperkupa: 2016

- Stade Rennais
  - Francia kupa: 2018–19

### Válogatott
- Franciaország U17
  - U17-es labdarúgó-Európa-bajnokság: 2004

### Egyéni
- A Ligue 1 év fiatal játékosa: 2007–2008

## Fordítás
Ez a szócikk részben vagy egészben  a   Hatem Ben Arfa című angol Wikipédia-szócikk fordításán alapul.  Az eredeti cikk szerkesztőit annak laptörténete sorolja fel. Ez a jelzés csupán a megfogalmazás eredetét és a szerzői jogokat jelzi, nem szolgál a cikkben szereplő információk forrásmegjelöléseként.